# Spodnje Preloge
Spodnje Preloge je naselje u slovenskoj Općini Slovenskim Konjicama. Spodnje Preloge se nalazi u pokrajini Štajerskoj i statističkoj regiji Savinjskoj. 

## Stanovništvo
Prema popisu stanovništva iz 2002. godine naselje je imalo 213 stanovnika.